# Darren Ferguson
Darren Ferguson (ur. 9 lutego 1972, Glasgow) – szkocki piłkarz i trener występujący na pozycji pomocnika. Jest synem byłego menedżera Manchester United Sir Alexa Fergusona.

## Kariera piłkarska
Darren swoją profesjonalną przygodę z piłką nożną rozpoczął w Manchesterze United, gdzie ze Szkocji sprowadził go ojciec. W latach 1990–1994 rozegrał w Manchesterze 27 oficjalnych spotkań nie strzelając w nich ani jednej bramki. Następnie w roku 1994 przeniósł się za kwotę 250 000 £ do klubu Wolverhampton Wanderers, w którym grał do roku 1999. W ciągu 5 lat rozegrał w tym klubie 117 występów, w których zanotował 4 trafienia. Po tym okresie zaliczył krótki epizod w zespole Sparta Rotterdam. Następnie dalej w roku 1999 przeniósł się do klubu Wrexham. Zespół ten reprezentuje klasę rozgrywkową League Two (odpowiednik polskiej IV ligi). Do roku 2007 rozegrał w tej drużynie 297 spotkań, strzelając 24 bramki.

## Kariera trenerska
20 stycznia 2007 roku został grającym trenerem zespołu Peterborough United, grającego w League One. W ciągu dwóch sezonów wyciągnął Peterborough z IV do II ligi angielskiej. W listopadzie 2009 roku stracił posadę managera zespołu. Pomimo corocznego awansu do wyższej ligi włodarze "The Posh" uznali, że czas najwyższy zakończyć współpracę. Wszystko z powodu złych wyników w obecnym sezonie. Kontrakt rozwiązano za porozumieniem stron.
6 stycznia 2010 roku został szkoleniowcem drugoligowego Preston North End zastępując zdymisjonowanego Alana Ivrvine'a. Podpisał umowę na trzy i pół roku. Spędził w tym klubie około roku, po czym został zwolniony na początku stycznia 2011.
12 stycznia 2011 podpisał nowy kontrakt z Peterborough Utd na cztery i pół roku, gdzie wrócił po rocznej przerwie.